# Melson Tumelero
Melson Tumelero (Sananduva, 29 de abril de 1933) é um empresário brasileiro, fundador das lojas Tumelero.
Melson tem 12 irmãos e é filho do imigrante italiano Gio Maria Tumelero (natural de Bassano del Grappa), casado com Antonieta Piovezan.
Melson atualmente reside em Porto Alegre. Suas lojas encontram-se em várias cidades importantes do estado do Rio Grande do Sul como: Porto Alegre, Novo Hamburgo, Caxias do Sul, Pelotas, Passo Fundo, Gravataí, Bagé, Santa Maria, Erechim, São Leopoldo e Canoas entre outras.
Foi agraciado em 2007 com a Medalha do Mérito Farroupilha, a mais alta condecoração concedida pela Assembleia Legislativa do Rio Grande do Sul.
Sua história de empreendedorismo e de Pedro Finger é contada no livro Be On, idealizado pela agência Publivar On.